# Pelham (Alabama)
Pelham ist eine US-amerikanische Stadt in Alabama im Shelby County. Das U.S. Census Bureau hat bei der Volkszählung 2020 eine Einwohnerzahl von 24.318 ermittelt. Die Stadt hat ihren Namen nach John Pelham, einem Offizier im Sezessionskrieg.

## Geographie
Pelhams geographische Koordinaten sind 33° 18′ N, 86° 47′ W (33,304581, −86,784620).
Nach den Angaben des United States Census Bureaus hat die Stadt eine Fläche von 99,3 km², wovon 98,4 km² auf Land und 0,9 km² (= 0,89 %) auf Gewässer entfallen.
Oak Mountain State Park ist der flächenmäßig größte Staatspark in Alabama und befindet sich in Pelham.

## Geschichte
Die Stadt wurde drei Monate nach der Gründung des Shelby Countys zu deren County Seat. Sie trug damals den Namen Shelbyville. Das erste Courthouse wurde 1820 durch Thomas A. Rogers erbaut. Die Baukosten betrugen damals 53 US-Dollar. Der Bau war von Anfang an nur zu einer temporären Nutzung gedacht, und schon 1826 wurde der Sitz der Countys nach Columbiana verlegt.
Nach dem Ende des Sezessionskrieges wurde die Stadt zu Ehren des konföderierten Kriegshelden Major John Pelham umbenannt. Dieser hatte wesentlichen Einfluss auf die Schlacht von Fredericksburg und war 1863 im Gefecht an Kelly’s Ford gefallen.
Zu Beginn der 1960er Jahre wollte die Nachbarstadt Alabaster Pelham eingemeinden. Dies stieß auf Widerstand, und die Bürger Pelhams betrieben nun ihrerseits die Gründung einer City. 1964 erhielt Pelham die Gründungsakte. Zum Zeitpunkt der Stadterhebung am 10. Juli 1964 hatte Pelham 654 Einwohner. Das Rathaus befand sich anfänglich in der alten Schule, die durch das WPA erbaut worden war. Das Gebäude musste 1975 einem Neubau an dieser Stelle weichen.

## Demographie
Zum Zeitpunkt des United States Census 2000 bewohnten Pelham 14.369 Personen. Die Bevölkerungsdichte betrug 378,2 Personen pro km². Es gab 5894 Wohneinheiten, durchschnittlich 59,9 pro km². Die Bevölkerung Pelhams bestand zu 90,02 % aus Weißen, 3,97 % Schwarzen oder African American, 0,35 % Native American, 1,68 % Asian, 2,82 % gaben an, anderen Rassen anzugehören und 1,16 % nannten zwei oder mehr Rassen. 6,42 % der Bevölkerung erklärten, Hispanos oder Latinos jeglicher Rasse zu sein.
Die Bewohner Pelhams verteilten sich auf 5637 Haushalte, von denen in 35,5 % Kinder unter 18 Jahren lebten. 59,3 % der Haushalte stellten Verheiratete, 8,9 % hatten einen weiblichen Haushaltsvorstand ohne Ehemann und 29,0 % bildeten keine Familien. 25,3 % der Haushalte bestanden aus Einzelpersonen und in 5,8 % aller Haushalte lebte jemand im Alter von 65 Jahren oder mehr alleine. Die durchschnittliche Haushaltsgröße betrug 2,54 und die durchschnittliche Familiengröße 3,05 Personen.
Die Stadtbevölkerung verteilte sich auf 25,6 % Minderjährige, 7,4 % 18–24-Jährige, 35,7 % 25–44-Jährige, 22,7 % 45–64-Jährige und 8,6 % im Alter von 65 Jahren oder mehr. Das Durchschnittsalter betrug 35 Jahre. Auf jeweils 100 Frauen entfielen 94,8 Männer. Bei den über 18-Jährigen entfielen auf 100 Frauen 91,6 Männer.
Das mittlere Haushaltseinkommen in Pelham betrug 54.808 US-Dollar und das mittlere Familieneinkommen erreichte die Höhe von 63.994 US-Dollar. Das Durchschnittseinkommen der Männer betrug 42.659 US-Dollar, gegenüber 32.382 US-Dollar bei den Frauen. Das Pro-Kopf-Einkommen in Pelham war 25.611 US-Dollar. 4,6 % der Bevölkerung und 3,4 % der Familien hatten ein Einkommen unterhalb der Armutsgrenze, davon waren 5,7 % der Minderjährigen und 2,4 % der Altersgruppe 65 Jahre und mehr betroffen.

## Stadtverwaltung
Die City of Pelham wird durch einen Bürgermeister mit einem Stadtrat verwaltet. Der Bürgermeister ist das oberste Exekutivorgan der Stadt und der Stadtrat fungiert weitgehend als Aufsichtsrat.

## Bürgermeister Pelhams (1964–heute)
| # | Name           | Partei       | Amtszeit  |
| - | -------------- | ------------ | --------- |
| 1 | Paul Yeagar Sr | Demokrat     | 1964–1972 |
| 2 | Burk Dunnaway  | Demokrat     | 1972–1984 |
| 3 | Bobby Hayes    | Republikaner | 1984–     |